# شطيرة الإفطار
شطيرة الإفطار هي أي شطيرة مليئة بالأطعمة المرتبطة بالإفطار. تقدم شطائر الإفطار في مطاعم الوجبات السريعة ومحلات الأطعمة الشهية، أو تباع في محلات السوبر ماركت، أو عادة تصنع في المنزل. تشمل أنواع شطيرة الإفطار المختلفة شطيرة لحم الخنزير المقدد، وشطيرة البيض، وشطيرة النقانق؛ أو مجموعات مختلفة منها، مثل شطيرة لحم الخنزير المقدد والبيض والجبن. ترتبط شطيرة الإفطار بلفائف الإفطار.

## الملخص

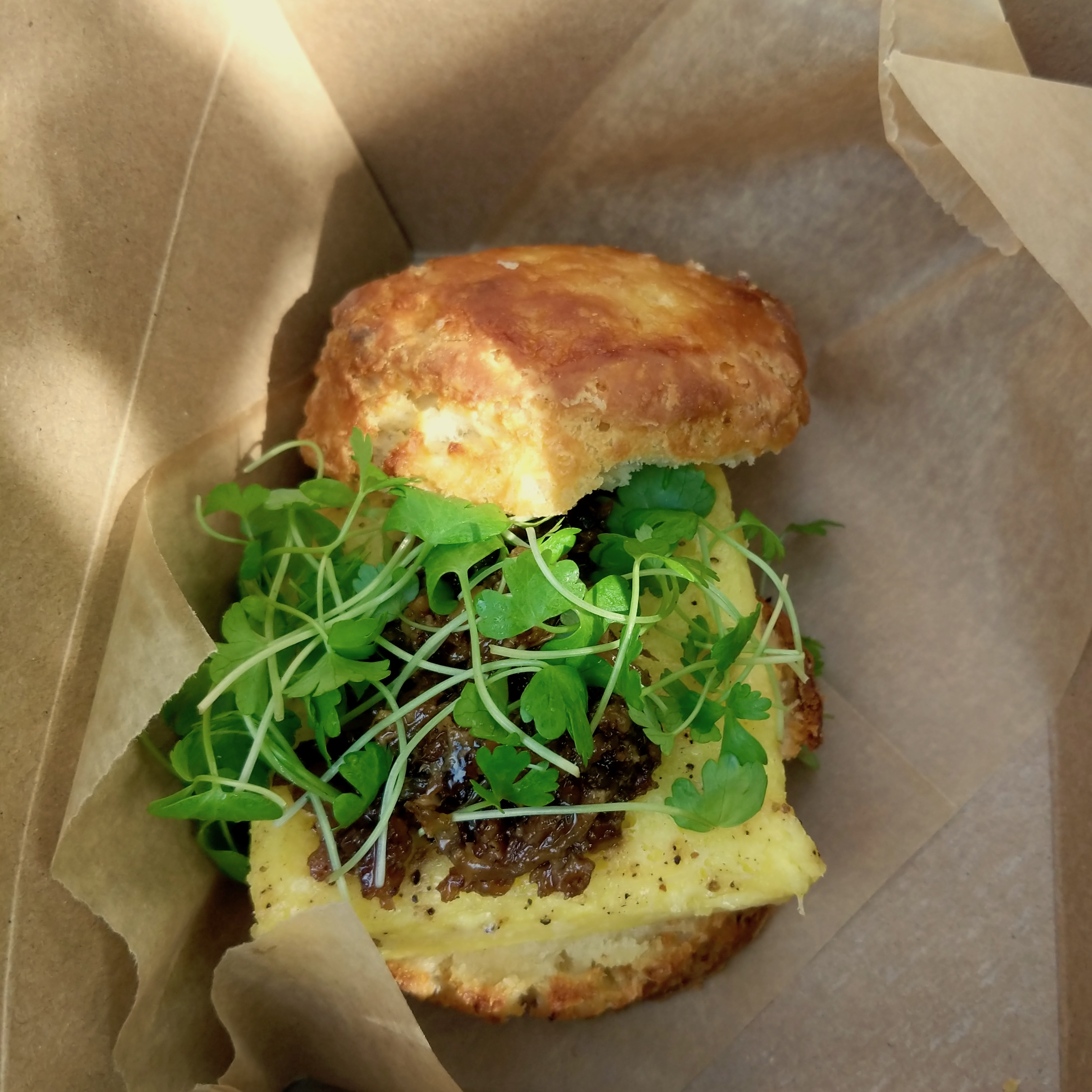
شطيرة إفطار يحتوي على البيض ومربى لحم الخنزير المقدد والخضراوات الصغيرة على بسكويت اللبن الرائب

تعد شطائر الإفطار باستخدام لحوم الإفطار (اللحوم المعالجة عمومًا مثل النقانق، وسجق الفطائر، ولحم الخنزير المقدد، ولحم الخنزير الريفي، واللحم المعلب، ولفائف لحم الخنزير )، والخبز، والبيض، والجبن. كانت هذه السندويشات عادةً من التخصصات الإقليمية حتى بدأت مطاعم الوجبات السريعة في تقديم وجبات الإفطار. نظرًا لأن أنواع الخبز الشائعة، مثل البسكويت، والبايغل، والكعك الإنجليزي، كانت متشابهة في الحجم مع كعك الهمبرغر في الوجبات السريعة، فقد كانت خيارًا واضحًا لمطاعم الوجبات السريعة. وعلى عكس عناصر الإفطار الأخرى، كانت هذه الوجبات مثالية للابتكار في خدمة الطلبات عبر السيارة. وقد أصبحت هذه السندويشات أيضًا عنصرًا أساسيًا في العديد من متاجر التجزئة .

## التاريخ
على الرغم من أن مكونات شطيرة الإفطار كانت عناصر شائعة في وجبات الإفطار في العالم الناطق باللغة الإنجليزية لعدة قرون، إلا أنه لم يبدأ الناس في تناول البيض والجبن واللحوم بانتظام في شطيرة إلا في القرن التاسع عشر في الولايات المتحدة. أصبحت ما عُرف لاحقًا باسم «سندويشات الإفطار» شائعة بشكل متزايد بعد الحرب الأهلية الأمريكية، وكانت الطعام المفضل لدى الرواد أثناء التوسع الأمريكي غربًا. أول وصفة معروفة منشورة لـ «شطيرة الإفطار» كانت في كتاب طبخ أمريكي عام 1897.

## أنواع الخبز المستخدمة

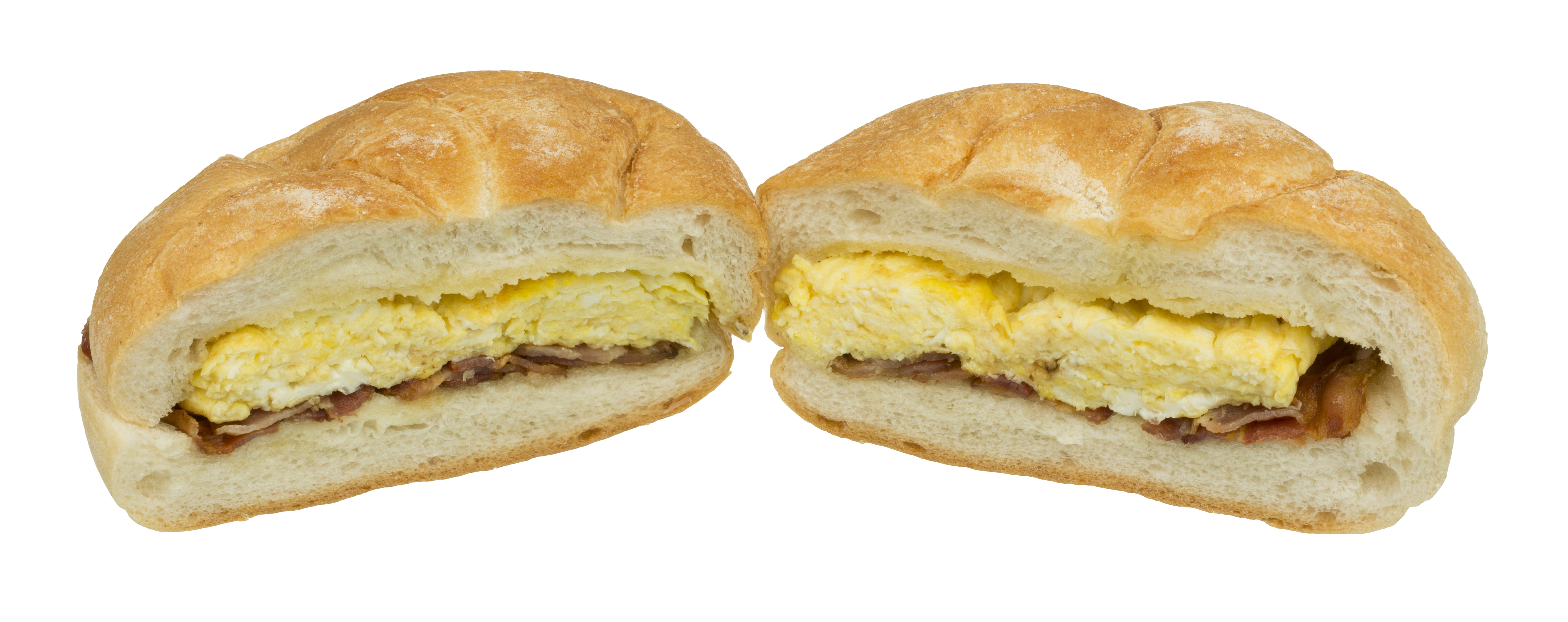
شطيرة بيض ولحم خنزير مقدد على طريقة نيويورك على شكل لفافة

هناك عدة أنواع من الخبز تستخدم في صنع سندويشات الإفطار:
- خبز الكيزر: شطيرة الإفطار التقليدية في منطقة الثلاث ولايات في الشمال الشرقي، نيويورك، ونيوجيرسي، وكونيتيكت. يُعتقد أنها واحدة من أقدم أشكال شطيرة الإفطار في الولايات المتحدة. وهو يتكون من خبز صلب، وبيض، وجبن، وسجق، ولحم مقدد أو لحم خنزير. في ولاية نيوجيرسي، شطيرة الإفطار الشائع هو إفطار جيرسي الذي يتكون من لفائف لحم الخنزير والبيض والجبن على خبز كيزر الصلب.[2]
- البسكويت: يتكون من قطعة بسكويت كبيرة أو على شكل رأس قطة مقطعة إلى شرائح، تقدم اللحوم أو الجبن أو البيض عليها. تشمل البسكويتات الشعبية ما يلي: بسكويت النقانق،[3] ولحم الخنزير المقدد، والطماطم، ولحم الخنزير الريفي. لقد قامت مطاعم الوجبات السريعة بوضع قطع أصغر من شرائح الدجاج المقلي على البسكويت لصنع بسكويت الدجاج. في كثير من الأحيان يضاف البيض المخفوق و/أو الجبن الأمريكي.
- شطيرةات البيغل: نظرًا لارتباطهم بالمجموعات العرقية الألمانية واليهودية، غالبًا ما تحتوي خبز البيغل على أطعمة شائعة في هذه المجتمعات. تعتبر اللحوم الباردة ولحم الخنزير المقدد الكندي والسمك المدخن أو أنواع أخرى من الأسماك المدخنة والجبن الكريمي من الأطعمة الشعبية التي تُقدم في شطائر البيغل.
- الكعكة الإنجليزية: تحتوي عمومًا على البيض والجبن مع النقانق أو لحم الخنزير للإفطار. تقدم في كثير من الأحيان في مطاعم الوجبات السريعة في الولايات المتحدة مثل ماكدونالدز وستاربكس.
- الخبز المحمص: يعتبر الخبز المحمص أحد أقدم أشكال شطيرة الإفطار في أمريكا، وهو الأقرب إلى الشطيرة الأصلي من حيث الشكل. في حين أنه من الممكن تقديم أي عدد من العناصر على الخبز المحمص، إلا أن البيض ولحم الخنزير المقدد هما العنصران الأكثر ارتباطًا بوجبة الإفطار.
- أنواع الخبز المتخصصة: تقدم في الغالب بواسطة سلاسل المطاعم، هناك شطيرةات إفطار أخرى لا تستخدم أيًا من أنواع خبز الإفطار الشائعة المستخدمة في الولايات المتحدة. يستخدم برجر كنج الكرواسون لصنع شطيرة إفطار تسمى Croissan'wich، أو شطيرة الكرواسون، اعتمادًا على السوق. تقدم ماكدونالدز حشوات البسكويت التقليدية على السندويشات المصنوعة من الفطائر بنكهة القيقب والتي تسمى ماكجريدلز. لدى دانكن دونتس شطيرة وافل تشبه شطيرة McGriddles. يمكن العثور عليها في مطاعم الوجبات السريعة الأمريكية في جميع أنحاء العالم. تصنع شركة Kangaroo Brands مجموعة متنوعة من شطيرةات الإفطار المصنوعة من خبز البيتا.